# María Rosa Pérez
María Rosa Pérez (28 ottobre 1944) è una modella spagnola, eletta Miss Spagna nel 1963.

## Biografia
Proveniente da Tenerife è stata eletta Miss Spagna nell'edizione tenutasi a Palma di Maiorca nel 1963. La donna poi partecipò a Miss Universo 1963 edizione del 1963, ed in seguito decise di rinunciare alla carriera di modella per sposarsi con il giocatore di pallacanestro José Luis Martínez 
Fu la prima Miss Tenerife a vincere il concorso di Miss Spagna, altre furono  Noelia Afonso, Natividad Rodríguez Fuentes e Luz María Polegre Hernández.